# Трубкино
Трубкино — посёлок в Гурьевском городском округе Калининградской области. Входил в состав Низовского сельского поселения (упразднёно в 2014 году).

## История
В 1946 году Гельблюм был переименован в поселок Трубкино.
На территории поселка находиться захоронение и металлический памятник в виде пирамиды

## Население
| 2002 | 2010 |
| ---- | ---- |
| 17   | ↗18  |

В 1895 году в Гельблюме проживало 32 человека.